# Soil (Stradivari, 1714)
Die Soil ist eine im Jahr 1714 von Antonio Stradivari gefertigte Violine. Sie gilt als eines seiner schönsten Werke, dessen klangliche Qualitäten als Unikat gerühmt werden.
Die rötlich lackierte Violine wurde nach dem belgischen Industriellen und Geigensammler Soil aus Tournai benannt, der sie 1902 erwarb. Anschließend wurde sie von Oscar Bondy (Wien) gekauft, der bereits die Hellier von Stradivari (vollendet 1679) besaß. Der amerikanisch-britische Geigenvirtuose Yehudi Menuhin kaufte sie 1950. Dieser verkaufte sie wiederum im Jahre 1986 für ungefähr eine Million Euro an den weltberühmten israelischen Violinisten Itzhak Perlman.

## Gleichnamige Violinen
Soil ist auch der Name einer anderen, weniger bekannten Stradivari aus dem Jahr 1708 sowie zweier Guarneri-Geigen aus den Jahren 1733 und 1736.

## Trivia
- In dem Computer-Spiel Fallout 3 kann man den Auftrag bekommen, diese Geige zu bergen. Man kann danach der Auftraggeberin per Radio beim Spiel zuhören.